# Associazione Calcio Cuneo 1905 2012-2013
Questa voce raccoglie le informazioni riguardanti l'Associazione Calcio Cuneo 1905 nelle competizioni ufficiali della stagione 2012-2013.

## Stagione
Nella stagione 2012-2013 il Cuneo ha disputato la prima stagione di Lega Pro Prima Divisione della sua storia.

## Divise e sponsor
Il fornitore ufficiale di materiale tecnico per la stagione 2012-2013 è stato Legea, mentre lo sponsor di maglia è stato Odontoiatrica Salzano e Tirone.
| 1ª divisa | 2ª divisa |

## Organigramma societario
Area direttiva
- Presidente: Marco Rosso
- Vice Presidente: Piero Borello
- Consigliere: Paolo Peano
- Segretario sportivo: Emiliano Vaccari
- Consulente area commerciale: Luigi Manzone
- Responsabile Settore giovanile: Oscar Becchio
- Responsabile Ufficio stampa e Comunicazione: Marco Lombardo
- Responsabile rapporti con la tifoseria: Valter Vercellone
- Marketing: Roberto Cerrato

Area tecnica
- Direttore sportivo e Team Manager: Luca Padovano
- Allenatore: Ezio Rossi
- Allenatore in seconda e preparatore dei portieri: Massimo Ferraris
- Preparatore atletico: Fabio D'Errico
- Magazziniere: Paolo Marino

Area sanitaria
- Medico responsabile: Carlo Villosio
- Massaggiatori: Alberto Costamagna e Rino Russo

## Rosa
| N. |                   | Ruolo | Calciatore          |
| -- | ----------------- | ----- | ------------------- |
|    | Italia (bandiera) | P     | Davide Negretti     |
|    | Italia (bandiera) | P     | Cristian Pascarella |
|    | Italia (bandiera) | P     | Francesco Rossi     |
|    | Italia (bandiera) | D     | Marco Arcari        |
|    | Italia (bandiera) | D     | Gianluca Carfora    |
|    | Italia (bandiera) | D     | Luca Carretto       |
|    | Italia (bandiera) | D     | Ciro De Franco      |
|    | Italia (bandiera) | D     | Giovanni Di Lorenzo |
|    | Italia (bandiera) | D     | Nicolò Donida       |
|    | Italia (bandiera) | D     | Luca Ferri          |
|    | Italia (bandiera) | D     | Simone Loria        |
|    | Italia (bandiera) | D     | Andrea Passerò      |
|    | Italia (bandiera) | D     | Gabriele Quitadamo  |
|    | Italia (bandiera) | D     | Alessandro Ruggeri  |
|    | Italia (bandiera) | D     | Filippo Scaglia     |

| N. |                   | Ruolo | Calciatore              |
| -- | ----------------- | ----- | ----------------------- |
|    | Italia (bandiera) | D     | Davide Sentinelli       |
|    | Italia (bandiera) | D     | Simone Serino           |
|    | Italia (bandiera) | C     | Marco Cristini          |
|    | Italia (bandiera) | C     | Ciro Danucci            |
|    | Italia (bandiera) | C     | Davide Di Quinzio       |
|    | Italia (bandiera) | C     | Marco Garavelli         |
|    | Italia (bandiera) | C     | Davide Lodi             |
|    | Italia (bandiera) | C     | Matteo Longhi           |
|    | Italia (bandiera) | C     | Nicolò Palazzolo        |
|    | Italia (bandiera) | A     | Enrico Fantini          |
|    | Italia (bandiera) | A     | Carlo Emanuele Ferrario |
|    | Italia (bandiera) | A     | Gianluca Leonardi       |
|    | Italia (bandiera) | A     | Marco Martini           |
|    | Italia (bandiera) | A     | Francesco Oddenino      |
|    | Italia (bandiera) | A     | Omar Torri              |

## Risultati

### Lega Pro Prima Divisione

#### Girone di andata
| Arbitro: | Fiore (Barletta) |

|             |           |                           |
| Cernuto 45’ | Marcatori | 26’ Ferrario 89’ Carretto |

| Arbitro: | Brasi (Seregno) |

|                    |           |                            |
| Fantini 21’ (rig.) | Marcatori | 9’ Esposito 42’ Bogliacino |

| Arbitro: | Morreale (Roma) |

|                         |           |  |
| Matteini 41’ Alessi 54’ | Marcatori |  |

| Cuneo 23 settembre 2012 | Cuneo             | 0 – 0 referto | AlbinoLeffe | Stadio Fratelli Paschiero\| Arbitro: \| Piccinini (Forlì) \| |
| Arbitro:                | Piccinini (Forlì) |               |             |                                                              |

| Arbitro: | Ros (Pordenone) |

|                                          |           |  |
| Madonia 42’ (rig.) Basso 58’ Mancosu 59’ | Marcatori |  |

| Arbitro: | Dei Giudici (Latina) |

|                       |           |             |
| Sentinelli 65’ (rig.) | Marcatori | 85’ Le Noci |

| Arbitro: | Albertini (Ascoli Piceno) |

|                   |           |             |
| Iacoponi 34’, 72’ | Marcatori | 61’ Fantini |

| Arbitro: | Maresca (Napoli) |

|  |           |                 |
|  | Marcatori | 78’ Patacchiola |

| Monza 28 ottobre 2012 | Tritium             | 0 – 0 referto | Cuneo | Stadio Brianteo\| Arbitro: \| Ceccarelli (Rimini) \| |
| Arbitro:              | Ceccarelli (Rimini) |               |       |                                                      |

| Arbitro: | Greco (Lecce) |

|                          |           |  |
| Cristini 45’ Scaglia 50’ | Marcatori |  |

| Arbitro: | Soricaro (Barletta) |

|           |           |                           |
| Torri 83’ | Marcatori | 43’ Ferrario 46’ Cristini |

| Arbitro: | Rasia (Bassano del Grappa) |

|  |           |          |
|  | Marcatori | 36’ Coda |

| Arbitro: | Giovani (Grosseto) |

|             |           |                                                        |
| Gammone 74’ | Marcatori | 47’, 62’ (rig.) Martini 67’ (rig.) Ferrario 79’ Donida |

| Cuneo 2 dicembre 2012 | Cuneo             | 0 – 0 referto | Carpi | Stadio Fratelli Paschiero\| Arbitro: \| Ghersini (Genova) \| |
| Arbitro:              | Ghersini (Genova) |               |       |                                                              |

| Arbitro: | Caso (Verona) |

|  |           |                    |
|  | Marcatori | 29’ (rig.) Martini |

| Arbitro: | Fiore (Barletta) |

|                          |           |  |
| Ferrario 68’ Martini 83’ | Marcatori |  |

#### Girone di ritorno
| Cuneo 6 gennaio 2013 | Cuneo            | 0 – 0 referto | Treviso | Stadio Fratelli Paschiero\| Arbitro: \| Spinelli (Terni) \| |
| Arbitro:             | Spinelli (Terni) |               |         |                                                             |

| Arbitro: | Merlino (Udine) |

|                               |           |  |
| Piá 50’ Bogliacino 88’ (rig.) | Marcatori |  |

| Cuneo 26 gennaio 2013 | Cuneo            | 0 – 0 referto | Reggiana | Stadio Fratelli Paschiero\| Arbitro: \| Colarossi (Roma) \| |
| Arbitro:              | Colarossi (Roma) |               |          |                                                             |

| Arbitro: | Baroni (Firenze) |

|                         |           |           |
| Belotti 5’ Girasole 67’ | Marcatori | 33’ Torri |

| Arbitro: | Cifelli (Campobasso) |

|  |           |           |
|  | Marcatori | 11’ Abate |

| Arbitro: | Albertini (Ascoli Piceno) |

|                 |           |  |
| Carlini 7’, 11’ | Marcatori |  |

| Arbitro: | Guccini (Albano Laziale) |

|             |           |  |
| Altinier 7’ | Marcatori |  |

| Arbitro: | Piscopo (Imperia) |

|              |           |                                           |
| Cristini 16’ | Marcatori | 11’ Bortolotto II 80’ (rig.) Bortolotto I |

| Cuneo 13 marzo 2013 | Cuneo            | 0 – 0 referto | Südtirol | Stadio Fratelli Paschiero\| Arbitro: \| Tardino (Milano) \| |
| Arbitro:            | Tardino (Milano) |               |          |                                                             |

| Arbitro: | Di Ruberto (Nocera Inferiore) |

|  |           |                                   |
|  | Marcatori | 26’ (rig.) Martini 90’ Di Quinzio |

| Arbitro: | Martinelli (Roma) |

|              |           |                 |
| Cristini 29’ | Marcatori | 51’ Torregrossa |

| Serravalle 7 aprile 2013 | San Marino        | 0 – 0 referto | Cuneo | Stadio Olimpico\| Arbitro: \| Bellotti (Verona) \| |
| Arbitro:                 | Bellotti (Verona) |               |       |                                                    |

| Arbitro: | Guccini (Albano Laziale) |

|           |           |             |
| Torri 20’ | Marcatori | 85’ Gammone |

| Arbitro: | Fiore (Barletta) |

|           |           |                             |
| Viola 45’ | Marcatori | 12’, 37’ Cristini 66’ Torri |

| Arbitro: | Maresca (Napoli) |

|              |           |           |
| Cristini 63’ | Marcatori | 4’ Guerra |

| Arbitro: | Ceccarelli (Rimini) |

|                                         |           |                |
| Montella 18’ (rig.) Bracaletti 73’, 82’ | Marcatori | 31’ Di Quinzio |

### Play-out
| Arbitro: | Cifelli (Campobasso) |

|               |           |              |
| Bonvissuto 2’ | Marcatori | 32’ Cristini |

| Arbitro: | Oliveri (Palermo) |

|  |           |                   |
|  | Marcatori | 45’ (rig.) Alessi |

### Coppa Italia

#### Primo turno preliminare
| Arbitro: | Rasia (Bassano del Grappa) |

|                                     |                      |                                      |
| Campo 85’ (rig.)                    | Marcatori            | 88’ Sentinelli                       |
| Bertoni Bontà Thiam Candido Timpone | Tiri di rigore 4 – 3 | Fantini Lodi Sentinelli Longhi Ferri |

### Coppa Italia Lega Pro

#### Primo turno
| Arbitro: | Serra (Torino) |

|                                 |           |                                         |
| Monacizzo 8’ (aut.) Scaglia 37’ | Marcatori | 53’ Cogliati 90’, 99’ (rig.) Chinellato |

## Statistiche

### Statistiche di squadra
| Competizione             | Punti | In casa | In casa | In casa | In casa | In casa | In casa | In trasferta | In trasferta | In trasferta | In trasferta | In trasferta | In trasferta | Totale | Totale | Totale | Totale | Totale | Totale | DR |
| Competizione             | Punti | G       | V       | N       | P       | Gf      | Gs      | G            | V            | N            | P            | Gf           | Gs           | G      | V      | N      | P      | Gf     | Gs     | DR |
| ------------------------ | ----- | ------- | ------- | ------- | ------- | ------- | ------- | ------------ | ------------ | ------------ | ------------ | ------------ | ------------ | ------ | ------ | ------ | ------ | ------ | ------ | -- |
| Lega Pro Prima Divisione | 35    | 16      | 2       | 9       | 5       | 10      | 11      | 16           | 6            | 2            | 8            | 17           | 21           | 32     | 8      | 11     | 13     | 27     | 32     | -5 |
| Play-out                 |       | 1       | 0       | 0       | 1       | 0       | 1       | 1            | 0            | 1            | 0            | 1            | 1            | 2      | 0      | 1      | 1      | 1      | 2      | -1 |
| Coppa Italia             |       | -       | -       | -       | -       | -       | -       | 1            | 0            | 1            | 0            | 1            | 1            | 1      | 0      | 1      | 0      | 1      | 1      | 0  |
| Coppa Italia Lega Pro    |       | 1       | 0       | 0       | 1       | 2       | 3       | -            | -            | -            | -            | -            | -            | 1      | 0      | 0      | 1      | 2      | 3      | -1 |
| Totale                   | -     | 18      | 2       | 9       | 7       | 12      | 15      | 17           | 6            | 3            | 8            | 18           | 22           | 35     | 8      | 12     | 15     | 30     | 37     | -7 |

### Statistiche dei giocatori
| Giocatore     | Lega Pro Prima Divisione | Lega Pro Prima Divisione | Lega Pro Prima Divisione | Lega Pro Prima Divisione | Play-out | Play-out | Play-out    | Play-out   | Coppa Italia | Coppa Italia | Coppa Italia | Coppa Italia | Coppa Italia Lega Pro | Coppa Italia Lega Pro | Coppa Italia Lega Pro | Coppa Italia Lega Pro | Totale   | Totale | Totale      | Totale     |
| Giocatore     | Presenze                 | Reti                     | Ammonizioni              | Espulsioni               | Presenze | Reti     | Ammonizioni | Espulsioni | Presenze     | Reti         | Ammonizioni  | Espulsioni   | Presenze              | Reti                  | Ammonizioni           | Espulsioni            | Presenze | Reti   | Ammonizioni | Espulsioni |
| ------------- | ------------------------ | ------------------------ | ------------------------ | ------------------------ | -------- | -------- | ----------- | ---------- | ------------ | ------------ | ------------ | ------------ | --------------------- | --------------------- | --------------------- | --------------------- | -------- | ------ | ----------- | ---------- |
| M. Arcari     | 7                        | 0                        | 3                        | 1                        | 2        | 0        | 1           | 0          | 1            | 0            | 0            | 0            | -                     | -                     | -                     | -                     | 10       | 0      | 4           | 1          |
| G. Carfora    | 4                        | 0                        | 0                        | 0                        | -        | -        | -           | -          | 1            | 0            | 0            | 0            | 1                     | 0                     | 0                     | 0                     | 6        | 0      | 0           | 0          |
| L. Carretto   | 14                       | 1                        | 5                        | 1                        | 2        | 0        | 2           | 0          | -            | -            | -            | -            | 1                     | 0                     | 0                     | 0                     | 17       | 1      | 7           | 1          |
| M. Cristini   | 30                       | 7                        | 7                        | 0                        | 2        | 1        | 0           | 0          | 1            | 0            | 0            | 0            | -                     | -                     | -                     | -                     | 33       | 8      | 7           | 0          |
| C. Danucci    | 16                       | 0                        | 4                        | 2                        | 1        | 0        | 0           | 0          | -            | -            | -            | -            | -                     | -                     | -                     | -                     | 17       | 0      | 4           | 2          |
| C. De Franco  | 9                        | 0                        | 3                        | 0                        | 2        | 0        | 0           | 0          | -            | -            | -            | -            | -                     | -                     | -                     | -                     | 11       | 0      | 3           | 0          |
| G. Di Lorenzo | 27                       | 0                        | 6                        | 1                        | 1        | 0        | 0           | 0          | -            | -            | -            | -            | -                     | -                     | -                     | -                     | 28       | 0      | 6           | 1          |
| D. Di Quinzio | 26                       | 2                        | 3                        | 0                        | 2        | 0        | 1           | 0          | 1            | 0            | 0            | 0            | 1                     | 0                     | 2                     | 1                     | 30       | 2      | 6           | 1          |
| N. Donida     | 31                       | 1                        | 7                        | 0                        | 2        | 0        | 0           | 0          | 1            | 0            | 0            | 0            | -                     | -                     | -                     | -                     | 34       | 1      | 7           | 0          |
| E. Fantini    | 14                       | 2                        | 1                        | 0                        | -        | -        | -           | -          | 1            | 0            | 0            | 0            | -                     | -                     | -                     | -                     | 15       | 2      | 1           | 0          |
| C.E. Ferrario | 27                       | 4                        | 2                        | 0                        | 2        | 0        | 1           | 0          | 1            | 0            | 0            | 0            | 1                     | 0                     | 0                     | 0                     | 31       | 4      | 3           | 0          |
| L. Ferri      | 10                       | 0                        | 3                        | 0                        | 1        | 0        | 0           | 0          | 1            | 0            | 0            | 0            | 1                     | 0                     | 0                     | 0                     | 13       | 0      | 3           | 0          |
| M. Garavelli  | 28                       | 0                        | 6                        | 0                        | 2        | 0        | 1           | 0          | 1            | 0            | 0            | 0            | -                     | -                     | -                     | -                     | 31       | 0      | 7           | 0          |
| G. Leonardi   | 4                        | 0                        | 0                        | 0                        | -        | -        | -           | -          | -            | -            | -            | -            | -                     | -                     | -                     | -                     | 4        | 0      | 0           | 0          |
| D. Lodi       | 21                       | 0                        | 5                        | 0                        | 2        | 0        | 0           | 0          | 1            | 0            | 0            | 0            | 1                     | 0                     | 0                     | 0                     | 25       | 0      | 5           | 0          |
| M. Longhi     | 25                       | 0                        | 5                        | 0                        | 2        | 0        | 2           | 0          | 1            | 0            | 0            | 0            | 1                     | 0                     | 0                     | 0                     | 29       | 0      | 7           | 0          |
| S. Loria      | 8                        | 0                        | 3                        | 2                        | -        | -        | -           | -          | -            | -            | -            | -            | -                     | -                     | -                     | -                     | 8        | 0      | 3           | 2          |
| M. Martini    | 26                       | 5                        | 3                        | 1                        | 1        | 0        | 0           | 0          | -            | -            | -            | -            | -                     | -                     | -                     | -                     | 27       | 5      | 3           | 1          |
| D. Negretti   | 1                        | -1                       | 0                        | 0                        | -        | -        | -           | -          | 1            | -1           | 0            | 0            | 1                     | -2                    | 2                     | 1                     | 3        | -4     | 2           | 1          |
| F. Odennino   | 2                        | 0                        | 0                        | 0                        | -        | -        | -           | -          | -            | -            | -            | -            | 2                     | 0                     | 0                     | 0                     | 4        | 0      | 0           | 0          |
| N. Palazzolo  | 19                       | 0                        | 3                        | 0                        | -        | -        | -           | -          | -            | -            | -            | -            | 1                     | 0                     | 0                     | 0                     | 20       | 0      | 3           | 0          |
| A. Passerò    | 6                        | 0                        | 2                        | 0                        | -        | -        | -           | -          | -            | -            | -            | -            | -                     | -                     | -                     | -                     | 6        | 0      | 2           | 0          |
| G. Quitadamo  | 1                        | 0                        | 0                        | 0                        | -        | -        | -           | -          | -            | -            | -            | -            | 1                     | 0                     | 0                     | 0                     | 2        | 0      | 0           | 0          |
| F. Rossi      | 31                       | -31                      | 4                        | 0                        | 2        | -2       | 0           | 0          | -            | -            | -            | -            | -                     | -                     | -                     | -                     | 33       | -33    | 4           | 0          |
| A. Ruggeri    | 4                        | 0                        | 0                        | 0                        | -        | -        | -           | -          | -            | -            | -            | -            | 1                     | 0                     | 0                     | 0                     | 5        | 0      | 0           | 0          |
| F. Scaglia    | 22                       | 1                        | 4                        | 3                        | -        | -        | -           | -          | 1            | 0            | 0            | 0            | 1                     | 1/-1                  | 0                     | 0                     | 24       | 2      | 4           | 3          |
| D. Sentinelli | 10                       | 1                        | 2                        | 0                        | -        | -        | -           | -          | 1            | 1            | 0            | 0            | -                     | -                     | -                     | -                     | 11       | 2      | 2           | 0          |
| S. Serino     | 13                       | 0                        | 0                        | 0                        | -        | -        | -           | -          | -            | -            | -            | -            | 1                     | 0                     | 0                     | 0                     | 14       | 0      | 0           | 0          |
| O. Torri      | 8                        | 3                        | 0                        | 0                        | 2        | 0        | 0           | 0          | -            | -            | -            | -            | -                     | -                     | -                     | -                     | 10       | 3      | 0           | 0          |